# Блэкпул
Блэ́кпул (англ. Blackpool [ˈblækpuːl]) — город и унитарная единица на территории церемониального графства Ланкашира в регионе Северо-Западной Англии, на побережье Ирландского моря. Население — около 240 тыс. человек (на 2011 год).

## История
В средневековые времена Блэкпул возник как несколько фермерских хозяйств на побережье в пределах Лейтон-вит-Уорбрек. Название произошло от le pul, потока, который стекал с Мартон-Мере и Мартон-Мосс в море недалеко от нынешней Манчестерской площади. Ручей протекал через торфяные болота, которые обесцвечивали воду, поэтому район получил название «Блэк Пул». В XV веке эта местность называлась просто «Пул».
В 1602 году записи в реестре крещений приходской церкви Биспама включают «Пул» и впервые «Блэк Пул». Первый основательный дом, Фоксхолл, был построен в конце XVII века Эдвардом Тайлдесли, сквайром Майерскоу и сыном роялиста сэра Томаса Тайлдесли. Парламентский акт 1767 года огородил общую территорию, в основном песчаные холмы на побережье, которая простиралась от Спен Дайк на юг. Участки земли были распределены между землевладельцами в Биспаме, Лейтоне, Большом Мартоне и Малом Мартоне. Этим же актом была предусмотрена планировка ряда длинных прямых дорог, которые были построены в районах к югу от центра города, таких как Литэм Роуд, Сент-Эннес Роуд, Уотсон Роуд и Хайфилд Роуд.
В межвоенный период Блэкпул приобрел исключительное значение как место отдыха. К 1920 году Блэкпул принимал около восьми миллионов посетителей в год, в три раза больше, чем его ближайшие британские конкуренты, все еще привлекаемые в основном из мельничных городов Восточного Ланкашира и Западного Райдинга Йоркшира. Парк Стэнли был заложен в 1920 году и открыт в 1926 году. Район вокруг парка прославился одними из самых привлекательных резиденций в округе.
Были найдены документы, позволяющие предположить, что причиной того, что Блэкпул избежал серьезных разрушений во время Второй мировой войны, было то, что Адольф Гитлер выделил город как место отдыха после запланированного вторжения. Несмотря на это, 11 сентября 1940 года немецкие бомбы упали рядом с Северным железнодорожным вокзалом Блэкпула, и восемь человек были убиты в близлежащих домах на Семенной улице.
В ту же войну Свободные польские военно-воздушные силы разместили свою штаб-квартиру в изгнании в Блэкпуле на площади Талбот, после того как эти силы эвакуировались в Великобританию из Франции. На близлежащем кладбище Лейтон находятся воинские захоронения 26 польских летчиков. Знаменитая польская истребительная эскадрилья № 303 была сформирована в Блэкпуле и стала самым успешным подразделением истребительного командования, сбив 126 немецких машин всего за 42 дня во время Битвы за Британию.
Бум населения Блэкпула завершился к 1951 году, к этому времени в городе проживало около 147 000 человек - по сравнению с 47 000 в 1901 году и всего 14 000 в 1881 году. В первое десятилетие после войны город продолжал привлекать все больше посетителей, достигнув зенита в 17 миллионов в год. Однако несколько факторов в совокупности сделали этот рост несостоятельным. Упадок текстильной промышленности привел к тому, что традиционные недельные каникулы, известные как неделя пробуждения, стали менее популярны. Рост пакетного отдыха привел к тому, что многие из традиционных посетителей Блэкпула уехали за границу, где погода была более надежной, теплой и сухой, а улучшение дорожного сообщения, примером которого стало строительство автострады M55 в 1975 году, сделало Блэкпул более приемлемым для однодневной поездки, а не для ночевки. Однако экономика остается относительно недиверсифицированной и прочно укорененной в туристическом секторе.

## География
Унитарная единица Блэкпул занимает территорию 35 км², омывается на западе Ирландским морем, на севере, востоке и юге граничит с графством Ланкашир.

## Население
На территории унитарной единицы Блэкпул, по данным 2008 года, проживает 141 900 человек при средней плотности населения 4 063 чел./км².

## Политика
С апреля 1998 года Блэкпул имеет статус унитарного административного района. Блэкпул управляется советом унитарной единицы, состоящим из 42 депутатов, избранных в 21 округе. В результате последних выборов 27 мест в совете занимают консерваторы. В Блэкпуле традиционно собираются на свои съезды политические партии Великобритании.

## Достопримечательности
Блэкпул — первый электрифицированный город Великобритании, поэтому множество достопримечательностей связано с «культурой электричества».

### Блэкпульский трамвай
Одной из главных достопримечательностей города является блэкпульский трамвай, который на всём протяжении линии идёт по Променаду. Трамвай был запущен в 1885 году, через шесть лет после демонстрации Вернером фон Сименсом изобретения электрической тяги, поэтому считается одним из первых в мире. Трамваи в основном двухэтажные, построены ещё до Второй мировой войны. Можно совершить поездку на трамвае от одного кольца во Флитвуде (аэропортовая сторона, север) до второго кольца в Кливлейсе.

### Блэкпульская башня
Блэкпульской башне уже больше века. Архитектурное вдохновение черпалось из проекта Эйфелевой башни в Париже.

### Другие достопримечательности
В Блэкпуле также есть зоопарк, аквапарк «Sandcastle», большой парк «Stanley park», «Зимние сады».
С 2011 года здесь находится десятый филиал Музея восковых фигур мадам Тюссо.

## Транспорт
С лондонского вокзала Victoria на Virgin Pendolino до Престона (Preston), чуть меньше двух часов. Далее не более получаса на местном поезде до Блэкпула до станции Blackpool North. В городе всего несколько железнодорожных станций, одна из них обслуживает в основном посетителей блэкпульского парка развлечений (Blackpool Pleasure Beach). Squires Gate обслуживает пассажиров блэкпульского аэропорта.
В Блэкпуле есть международный аэропорт. Аэропорт в начале 2006 года был реконструирован и осовременен. Осуществляются рейсы в Дублин, Белфаст, по Европе в Венецию, Рим, Сорренто, на Мальту, Сардинию, Ивису и другие южные европейские курорты. В настоящее время[когда?] аэропорт закрыт и осуществляет только частные прогулки на маленьких самолетах.

## Спорт
В Блэкпуле базируется одноимённый профессиональный футбольный клуб «Блэкпул», выступавший в сезоне 2010—2011 в Английской Премьер-лиге, обладатель Кубка Англии 1953 года. Принимает соперника на стадионе Блумфилд Роуд (вместимость 16 220 зрителей). Футбольному клубу «Блэкпул» удалось в 2010 году (спустя 39 лет) вернуться в высший дивизион страны.